# Acanthobonellia rollandoe
Acanthobonellia rollandoe is een lepelworm uit de familie Bonelliidae.
De wetenschappelijke naam van de soort werd in 1964 door Menon, Datta-Gupta & Johnson gepubliceerd.